# Hexagram (symbool)

Gewoon hexagram.

Vlag van Israël met de davidster.

Een hexagram is een zespuntige sterveelhoek, bestaande uit twee in elkaar geschoven driehoeken. Het bekendste voorbeeld van een hexagram is het Salomonszegel of Davidsschild. In het gebruik hiervan in de vlag van Israël heet deze de davidster.

## Symbolische duiding
In de traditie uit de oudheid stond de driehoek met de punt naar boven voor mannelijkheid en vuur. De driehoek met de punt naar beneden stond voor vrouwelijkheid en water. Koning Salomo droeg het als zegel met de naam van God erin: יהוה of JHWH. Dit zou bijdragen aan de bezweringen.
Hetzelfde zegel met Gods naam in het Hebreeuws erin en daarbij de masoretische tekens, als geheel omcirkeld, staat voor het vrijmetselaars-emblema.